# Kin'yū fushoku rettō: Jubaku
Pour plus de détails, voir Fiche technique et Distribution.
Kin'yū fushoku rettō: Jubaku (金融腐蝕列島 呪縛) est un film japonais réalisé par Masato Harada, sorti en 1999.

## Synopsis
Des journalistes découvrent qu'une banque accepte de se soumettre à une extorsion de fonds et dévoilent des pratiques douteuses.

## Fiche technique
- Titre : Kin'yū fushoku rettō: Jubaku
- Titre original : 金融腐蝕列島 呪縛
- Réalisation : Masato Harada
- Scénario : Mugita Kinoshita, Satoshi Suzuki et Ryo Takasugi
- Musique : Masahiro Kawasaki
- Photographie : Yoshitaka Sakamoto
- Montage : Akimasa Kawashima
- Production : Masato Hara
- Société de production : Kadokawa Publishing Company, Sankei Newspapers et Toei Tokyo
- Pays :  Japon
- Genre : Drame
- Durée : 114 minutes
- Dates de sortie : 
  -  Japon : 18 septembre 1999

## Distribution
- Kōji Yakusho : Hiroshi Kitano
- Tatsuya Nakadai : Hideaki Sasaki
- Kippei Shīna : Akio Katayama
- Ikuji Nakamura : Hideki Matsubara
- Ken'ichi Yajima : Takuya Ishii
- Jun Fubuki : Kyoko Kitano
- Mayumi Wakamura : Miho Wada
- Yumi Takigawa : Nobue Aoki
- Jinpachi Nezu : Kohei Nakayama
- Tetsurō Tanba : Tajiro Kawakami
- Hitomi Kuroki : Hiro Sato
- Kei Satō : Takashi Hisayama
- Renji Ishibashi : Nakazawa
- Ken'ichi Endō : Onogi
- Takeshi Wakamatsu : Keitaro Odajima
- Masako Motai : l'avocat Ichijo
- Hirotarō Honda : Jinnai

## Distinctions
Le film a été nommé pour douze Japan Academy Prizes et a reçu celui du meilleur montage.